# 柵齒龍屬
柵齒龍屬（屬名：Mochlodon）是禽龍類恐龍的一屬，生存於晚白堊紀。柵齒龍起初被認為是禽龍的一屬，後來被歸類於凹齒龍。最近，根據對於查摩西斯龍的敘述研究，柵齒龍被暫時列為獨立的屬。
柵齒龍的化石發現於奧地利，模式標本是一個齒骨與兩個脊椎骨（首次於1871年敘述）。模式種是蘇氏柵齒龍（Mochlodon suessi）。